# Noviglio
Noviglio là một đô thị ở tỉnh Milano, vùng Lombardia của Italia, khoảng 14 km về phía tây nam của Milano. Tại thời điểm ngày 31 tháng 12 năm 2004, đô thị này có dân số 3.456 người và diện tích là 15,6 km².
Noviglio giáp các đô thị: Gaggiano, Zibido San Giacomo, Rosate, Rosate, Vernate, Vernate, Binasco.